# Вирм (фильм)
Вирм (с англ. — «Wyrm») — американский комедийный фильм написанный и срежессированный Кристофером Винтербауэром. Является дебютной работой режиссёра.

## Сюжет
Неуклюжий подросток должен выполнить школьное требование, согласно которому ученики носят электронные ошейники, которые снимаются только при первом поцелуе.

## В ролях
- Тео Таплиц в роли Вирма
- Лулу Уилсон в роли Иззи
- Сиси Эбби в роли Беки
- Лукас Гейдж в роли Дилана
- Азур Бранди в роли Мирцеллы
- Сози Бейкон в роли Линдси
- Розмари Деуитт в роли Марджи
- Томми Дьюи в роли дяди Чета
- Наташа Ротуэлл в роли В.П. Листер
- Дэн Баккедал в роли Аллена
- Дженна Ортега в роли Сьюзи

## Критика
На сайте Rotten Tomatoes фильм имеет 89% рейтинг "свежести" на основе 19 рецензий кинокритиков.
Рубен Барон из Comic Book Resources дал фильму положительную оценку, отметив «великолепное» расширение повествования короткометражной версии фильма.

### Награды и номинации
На кинофестивале Fantastic Fest 2019 фильм получил «особое упоминание за творческое видение» в категории "Next Wave Features". В 2021 году, на кинофестивале "Florida Film Festival" фильм получил приз зрительских симпатий за лучший художественный фильм. На международном кинофестивале в Сиэтле в 2021 году фильм получил 2 номинации в категории «нового американского кино».